# Смоленскин, Перец
Пе́рец Смоле́нскин (Перец Моисеевич Смоленскин; ивр. פרץ סמולנסקין‎, англ. Peretz Smolenskin; 25 февраля 1842, Монастырщина, Могилёвская губерния — 1 февраля 1885, Меран, Австрия) — еврейский писатель и публицист, писавший на иврите; один из предвестников сионизма; основатель и издатель литературного ежемесячника «Ха-Шахар». Смоленскин оставил заметный след в пробуждении еврейского национального сознания и развитии современной литературы на иврите.

## Биография

### В Российской империи
Перец Смоленскин родился в 1842 году в местечке Монастырщина (ныне в Монастырщинском районе, Смоленская область). Семья Смоленскиных, воспитывавшая своих шестерых детей, постоянно испытывала материальную нужду и её преследовала череда неудач. Тем не менее, отец Переца позаботился о том, чтобы его сын читал на иврите, изучал грамматику языка и был знаком с Торой и Талмудом. Перец рос очень живым и весёлым ребёнком. Однако его тяжело потряс принудительный призыв в армию Николая I его брата, о котором семья больше никогда не слышала.
В возрасте десяти лет Смоленскин остался без отца. Вскоре он оставил дом и отправился в Шклов, где его старший брат учился в иешиве. Глава иешивы, проэкзаменовав Переца и оценив его способности, принял его в отделение для старших учеников и ходатайствовал о том, чтобы его ученик обедал у состоятельных шкловчан. Во время учёбы в иешиве Смоленскин, помимо Талмуда, изучал русский и немецкий языки. Под влиянием брата Перец познакомился с идеями движения Хаскала и по ночам читал светскую литературу. Узнав о неприемлемом поведении ученика, руководство иешивы решило применить против него санкции. Это вынудило пятнадцатилетнего Переца покинуть Шклов и направиться в Любавичи к рабби Менахему-Мендлу. Он жил и учился у рабби несколько месяцев, но хасидский образ жизни не пришёлся ему по душе и он перебрался в Витебск. После трёх лет работы в Витебске Перец примерно год странствовал по югу России и Крыму, зарабатывая на жизнь уроками и проповедями в синагогах.
В 1862 году Смоленскин поселился в Одессе, в которой незадолго до этого была основана Ха-Мелиц — одна из первых газет Российской империи, издававшихся на иврите. В Одессе зарабатывал на жизнь уроками иврита, а также обучал учеников читать ноты и петь в хоре. Согласно воспоминаниям Давида Зильбербуша одесские преподаватели иврита, и среди них писатель Менделе Мойхер-Сфорим, довольно неохотно приняли в свои ряды новичка, появившегося на их территории. Тем не менее, за пять лет пребывания в Одессе материальное положение Смоленскина несколько улучшилось, а «его сердце и кошелёк были открыты для всех несчастных и обездоленных».
В Одессе познакомился с еврейскими литераторами и там «впервые вспыхнула звезда ещё юного Переца Смоленскина». Вначале он писал не для читателей, а следовал свои внутренней потребности выражать мысли. Затем Перец убедил Александра Цедербаума, издававшего «Ха-Мелиц», выпустить литературно-критическое приложение к этому изданию, и в первом выпуске приложения в 1867 году поместил свою критическую статью о переводе-переработке Максом Леттерисом гётевского Фауста, названного в переводе на иврит «Бен-Абуйя». В Одессе Смоленскин опубликовал свой первый рассказ «Ха-Гемул» и начал некоторые другие произведения, опубликованные позднее. В этот же период Перец решил заняться изданием еврейского литературного и публицистического журнала и для этой цели отправился за границу.

### В Австро-Венгерской империи
Уехав за границу, Смоленскин навестил брата в Теплице и побывал в нескольких городах Германии. Распространённые среди немецких евреев ассимиляция, реформизм, отречение от исторического прошлого и неуважение к ивриту вызвали у Смоленскина резкое неприятие, и он решил бороться с этими явлениями. Следующим городом на его пути была Прага, где Перец посетил умирающего раввина Рапопорта и написал элегию после его смерти. В Праге он принимает решение направиться в австрийскую столицу, где он сможет изучать философию в университете.
Весной 1868 года Смоленскин обосновался в Вене. Несмотря на материальные трудности и отсутствие заработка, он решает осуществить свою мечту и начать издание ежемесячника «Ха-Шахар» на иврите. Согласно одним источникам, финансовую помощь и поддержку журналу оказали главный раввин Вены Еллинек и Айзик Вейс из Венской раввинской семинарии, согласно другим — брат Смоленскина Леон, организация Альянс, д-р Еллинек, писатель Эммануил Баумгартен и писатель Шломо Рубин. Смоленскин посвятил изданию журнала 17 лет жизни, и публиковал в нём свои произведения. В сущности, Смоленскин был не только издателем журнала, но и его редактором, распространителем, корректором и даже наборщиком. «Ха-Шахар» распространялся главным образом среди знающих иврит евреев Российской империи, однако у него была своя аудитория и в Западной Европе, Америке и Австралии.
«Ха-Шахар» был прежде всего воплощением страстной преданности редактора ивриту и еврейской литературе, которые он, при отсутствии еврейского государства, считал настоящей основой еврейского национального самосознания. Именно это, а не антисемитизм и погромы, составляло, согласно Смоленскину, основу национального самосознания. В программной статье он пишет: «будем … добиваться просвещения, оставим …
вредные предрассудки и будем верными гражданами в стране нашего рассеяния; но будем … не стыдиться нашего происхождения, и будем … дорожить нашим языком и нашим национальным достоинством». Вначале это издание отражало идеи поздней Хаскалы, но в впоследствии оно стало органом раннего еврейского национального движения.
Свою мечту об учёбе в венском университете Перецу не удаётся осуществить. Он часто испытывает материальные трудности и вынужден работать корректором в одной из крупных типографий, а позднее берёт на себя должность управляющего типографией. Чтобы собрать средства для издания он направляется в западноевропейские страны, где знакомится с Адольфом Кремьё, Морицем Лацарусом и другими еврейскими учеными и общественными деятелями. В 1874 году, после антиеврейских беспорядков и погромов в Румынии, Альянс отправляет его туда для ознакомления с нуждами местных евреев. Смоленскин описывает свои наблюдения о Румынии в журнале «Ха-Шахар» и готовит отчёт о поездке, однако его предложения оказываются недейственными.
В 1875 году Перец женился на Лее (Леноре) Темкин. Через год у Смоленскиных родился сын, а затем — мальчики-близнецы.
Смоленскин ищет новые источники доходов, чтобы обеспечить свою большую семью и продолжить издание журнала «Ха-Шахар». В 1878 году начинает издавать еженедельную газету «Ха-Маббит», рассчитанную на широкую ивритоязычную аудиторию. Эта газета продержалась всего девять месяцев. В 1880 году отправляется в Россию с целью привлечь новых подписчиков на свой журнал и книги, а также ходатайствовать об отмене цензурного запрета на роман «Блуждающий по путям жизни». Еврейская общественность Москвы и Петербурга восторженно встречает писателя.
Идеи Смоленскина о национальном возрождении еврейского народа оказали глубокое влияние на Элиэзера Бен-Йехуду, опубликовавшего свою первую статью в журнале «Ха-Шахар» в 1879 году. Однако Бен-Йехуда верил, что такое возрождение возможно лишь в стране предков, и он призывал евреев вернуться в эту страну. Свои критические замечания Бен-Йехуда выразил в письме Смоленскину в ответ на его статью «Еврейский вопрос — вопрос жизни», причём резкой критике подвергся не только Смоленскин, но и пророк Иеремия, на которого он ссылался. Полемику воссоздателей иврита разрешили еврейские погромы, разразившиеся в России в 1881 году: Смоленскин признал тогда правоту Бен-Иехуды и стал одним из поборников возвращения евреев в Эрец-Исраэль.
В период, когда Смоленскин осознал не только необходимость национально-духовного возрождения еврейского народа, но и неотложность колонизации его исторической родины, эти взгляды редактора журнала «Ха-Шахар» получили отражение в публицистических статьях журнала. В статьях, опубликованных в последних трёх томах журнала (тома 10—12, годы 1880-82, 1883, 1884), Смоленскин призывал к созданию объединений для сбора средств и помощи тем, кто хотел поселиться в Эрец-Исраэль. Он также подал организации Альянс свой план освоения Палестины, однако, не получив поддержки этой организации, подверг острой критике её намерение направить еврейскую эмиграцию в Америку. Волна погромов в Российской империи стала катализатором не только Первой алии, но и создания еврейских организаций как в Восточной Европе, так и в Западной Европе. В конце 1882 года в Вене была основана еврейская студенческая организация Кадима. Смоленскин оказал огромное влияние на основателей этой организации, ему принадлежит авторство на название «Кадима» и он вместе с Леоном Пинскером был избран почётным членом Кадимы. Смоленскин также поддержал еврейские организации Восточной Европы, объединившиеся в сионистское движение Ховевей Цион.
В 1883 году y Смоленскина появились первые явные симптомы туберкулёза. Несмотря на болезнь, он продолжал редактировать «Ха-Шахар» и работать над романом «Отмщение Завета». Позже по совету врачей он уехал лечиться в Меран, но и оттуда вёл редакторскую работу и закончил роман «Наследие». Смоленскин умер в Меране (сегодня итальянский город Мерано) 1-го февраля 1885 года.

## Увековечение памяти

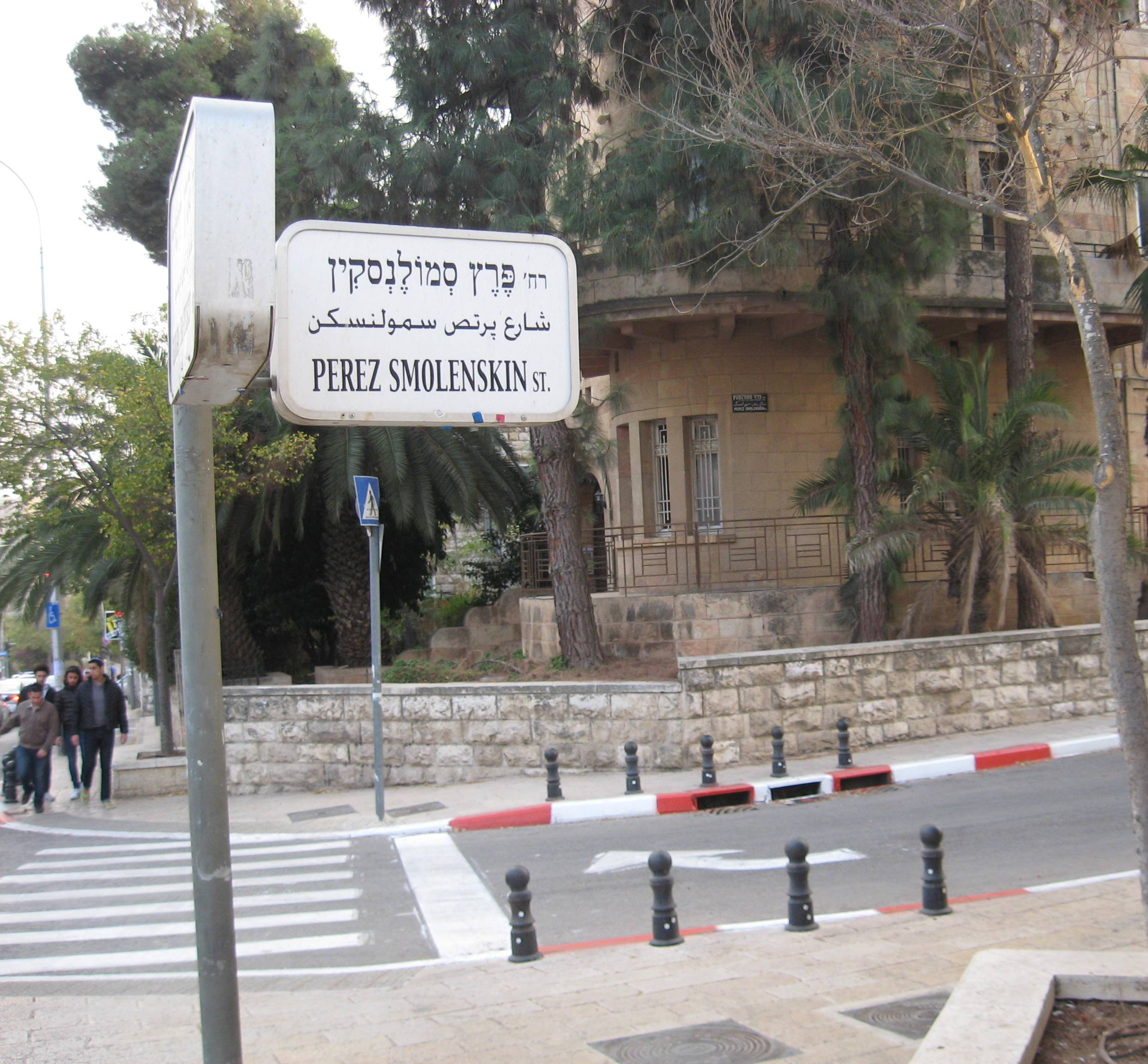
Улица Переца Смоленскина в Иерусалиме

В 1889 Санкт-Петербургское Общество любителей еврейского языка выпустило многотомное собрание сочинений Смоленскина. В 1905—1910 годах было издано полное собрание сочинений Смоленскина в 6 томах, первый том которого содержал биографию писателя, написанную Реувеном Брайниным.
В 1952 году останки Смоленскина были перевезены на корабле из Италии в Хайфу. В Хайфе и Тель-Авиве состоялись прощальные церемонии, на которых присутствовали представители Союза писателей и министерства образования Израиля. Захоронение состоялось на кладбище в Иерусалиме.
В том же году был издан сборник памяти писателя «Книга Смоленскина» под редакцией Шломо Бреймана и Еврейский национальный фонд выпустил серию марок с изображением Смоленскина.
Именем Переца Смоленскина названы улицы в Иерусалиме, Акко, Ашкелоне, Беэр-Шеве, Рамле, Тель-Авиве, Хайфе, Холоне и других городах Израиля. В начале августа 2013 года сервисом Карты Google не были обнаружены улицы имени Смоленскина в Австрии, Белоруссии, России и Украине.